# Nagroda Jiřego Ortena
Nagroda Jiřego Ortena (cz. Cena Jiřího Ortena) – czeska nagroda literacka, powstała w 1986 r. z inicjatywy Kolegium pro podporu nezávislé vědy, umění a vzdělání; pierwszy raz przyznana rok później. Organizatorem nagrody od 2009 roku jest Związek Księgarzy i Wydawców Czeskich (Svaz českých knihkupců a nakladatelů).